# تعریف دین

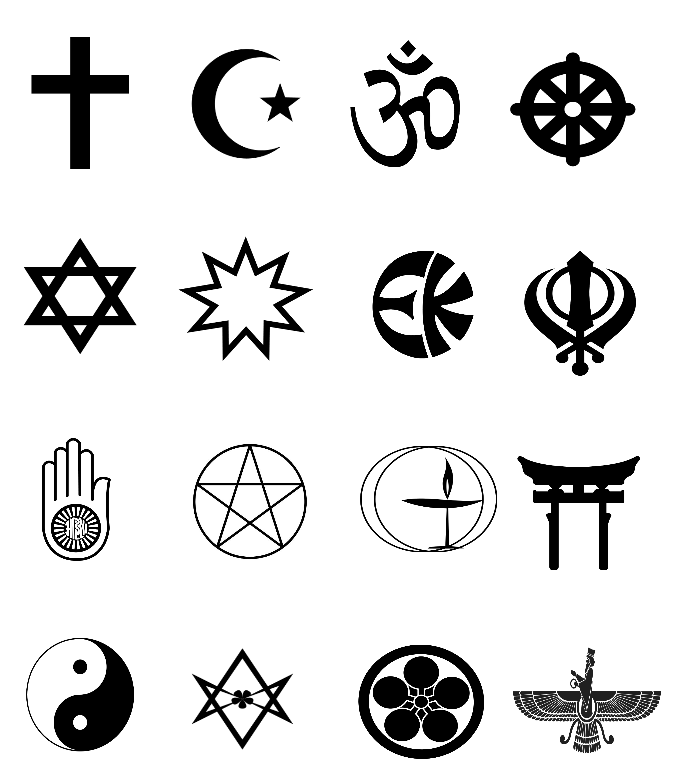
نمادهای دینی از چپ به راست و بالا به پایین:
مسیحیان، مسلمانان، هندوها، بودائیست‌ها،
یهودیان، بهائیان، اکنکاری‌ها، سیکی‌ها،
جینی‌ها، ویکایی‌ها، جهان‌گرایان توحیدگرا، شینتویی‌ها،
تائویی‌ها، تلمایی‌ها، تنریکیویی‌ها، زرتشتی‌ها

تعریف دین، با پژوهشگرانی که موفق به توافق به هیچ‌یک تعریف خاصی نمی‌شوند، موضوعی مناقشه‌آمیز در مطالعات دینی است. برخی پژوهشگران، دین را به عنوان سیستمی فرهنگی از رفتارها و سنن تعریف می‌کنند، سایرین به عنوان جهان‌بینی‌ای جامع و فراگیر یا اجتماعی معنوی که چرچ نامیده می‌شود، تعریف می‌کنند. سایرین مانند Wilfred Cantwell Smith تلاش کرده‌اند تا یک سوگیری دیده‌شده غربی و یهود و-مسیحی در تعریف و مطالعه دین را اصلاح کنند. متفکرانی مانند Daniel Dubuisson تردید کرده‌اند که اصطلاح غربی دین (یعنی Religion) هیچ معنی ای خارج از فرهنگ‌های غربی داشته باشد، در حالی که دیگران، مانند Ernst Feil، حتی تردید دارند این اصطلاح هیچ معنی جهان‌گیر و مشخصی حتی آن‌جا [در غرب] داشته باشد.

## تعاریف رقیب
- امیل دورکیم، دین را این‌گونه تعریف کرده است: «سیستمی یکپارچه از عقاید و رسوم [یا سنن] مرتبط با چیزهای مقدس، که این چیزهایی را که کنار گذاشته و قدغن شده‌اند را بیان می‌کند - اعتقادات و رسومی [یا سننی] که، همه آن‌هایی را که از آن پیروی می‌کنند، در یک اجتماع یگانه معنوی، که چرچ خوانده می‌شود با هم یکی می‌کند.»
- طبق تعریفی دیگر، Max Lynn Stackhouse، دین را این‌گونه تعریف می‌کند: «جهان‌بینی فراگیر یا 'چشم انداز معنوی [یا اخلاقی] متافیزیکی'ای که به عنوان الزام‌آور، پذیرفته شده است، زیرا این‌طور اعتقاد دارند که اساسا فی نفسه درست و به حق است، حتی اگر تمام ابعاد آن نتواند کاملاً تأیید یا رد شود».